# SS Lapland
SS Lapland byl parník vybudovaný v loděnicích Harland & Wolff v Belfastu pro společnost Red Star Line.

## Plavby
4. října 1909 vyplul na svou první plavbu z Antverp přes Dover do New Yorku, kam připlul 10. října. V roce 1914 byl prodán White Star Line, pod kterou sloužil na trase Liverpool - New York.
V dubnu 1912 si ho najala White Star Line, aby odvezl zpět do Británie přeživší po ztroskotání Titaniku, kteří byli zdrženi v USA kvůli vyšetřování. Lapland doplul do Británie 28. dubna, 13 dní po potopení Titaniku.

### 1. světová válka
29. října 1914 vyplul na svou první plavbu Liverpool - New York. V dubnu 1917 najel na řece Mersey na minu, ale dokázal se dostat do Liverpoolu. V červnu 1917 byl zabaven a sloužil ve válce jako transportní loď.

### Poválečné období
Od 24. listopadu 1918 sloužil opět pro White Star Line na obvyklé trase až do 2. srpna 1919. Od 16. září 1919 sloužil nově na lince Southampton - New York. Na ní setrval do 27. listopadu 1919.
Poté byl upraven na parník s tonáží 18 565 BRT s prostory pro 389 cestujících v 1. třídě, 448 ve druhé a 1 200 ve třetí. Od 3. ledna 1920 sloužil opět pro Red Star Line, pod kterou vydržel až do roku 1933, kdy byl prodán a následně 1934 v Osace sešrotován.